# Vlad Neaga
Vlad Neaga (n. 30 iulie 1999, Hunedoara, Hunedoara, România) este unul dintre cei mai de succes piloți de curse moto români. Maestru al Sportului din 2019 și multiplu Campion Național al României la Superbike și Supermoto (2023,2022, 2020, 2019, 2018, 2017, 2015, 2014).  
Vlad are la activ și participări în etape internaționale ale Campionatul Balcanic de Motociclism Supermoto și Viteză, fiind nominalizat în 2014, 2015, 2019 și 2020 Sportivul anului la Motociclism, în România.  
În 2014, la doar 15 ani, Vlad a obținut primul său titlu de Campion Național Supermoto la clasa SOpen - liga 1 Seniori.  
Trei ani mai târziu, în 2018 - anul debutului său la motociclism viteză, a devenit Campion Național și European BMU - clasa Formula 600. 
2020 a fost un an plin de succes pentru Vlad, acesta reușind să obțină titlul de Campion la toate cele trei mari competiții în care a participat: MotoRC, Supermoto și Superbike. 

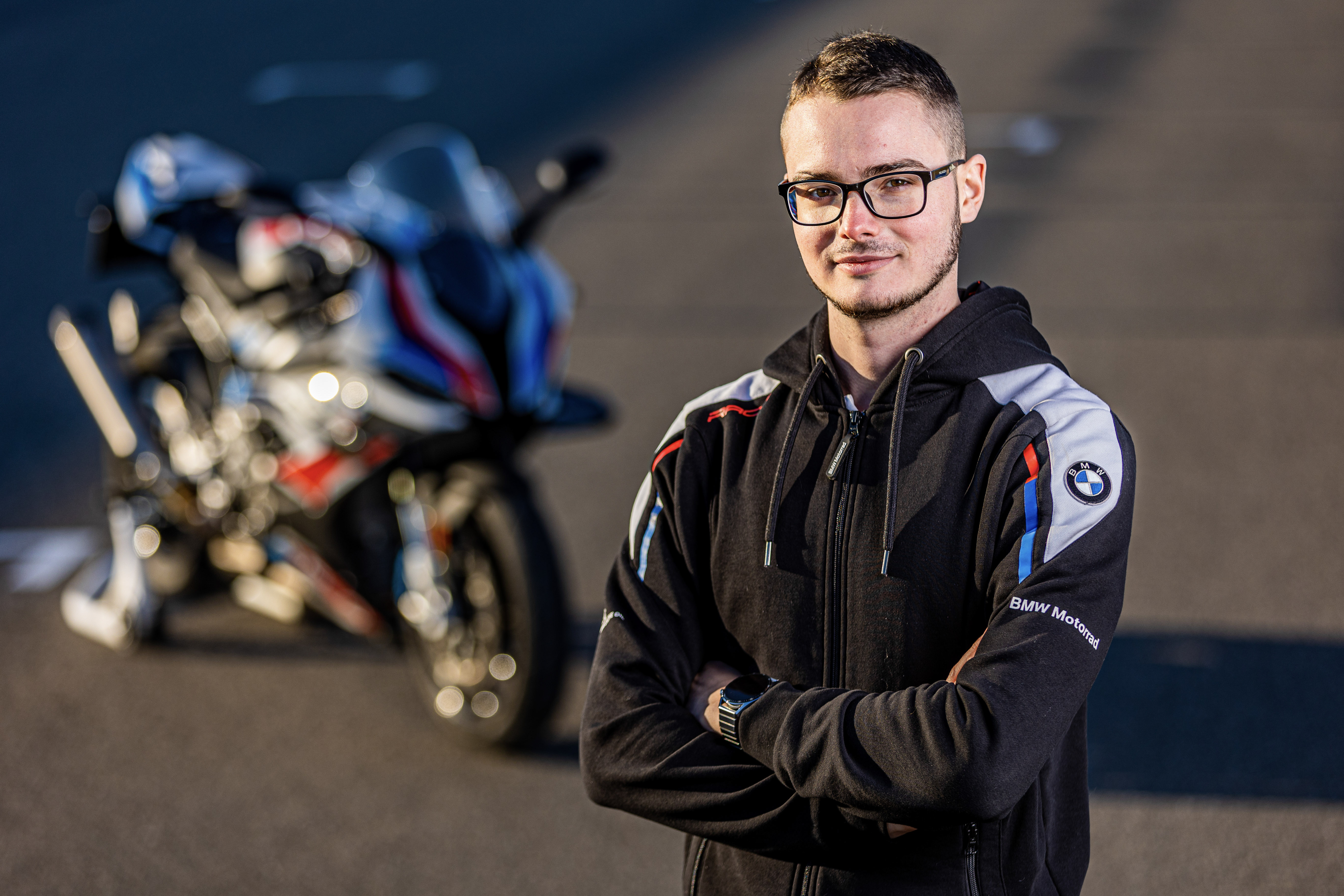
Vlad Neaga - BMW S1000 RR - Prezentare oficiala 2022 Racing Academy - photo credit: Mihnea Tatu / mihneatatu.ro

La nici 21 de ani, Vlad și-a învins competitorii în prima etapă MotoRC, clasa Stock 1000, devenind astfel cel mai tânăr câștigător al unei astfel de curse și primul debutant care să își revendice victoria chiar în prima etapă a campionatului, obținând astfel titlu de campion MotoRC. 
15 august 2020 este o dată importantă pentru tânărul bănățean, dar și pentru mulți iubitori ai sportului cu motor, deoarece marchează momentul în care Vlad Neaga a devenit cel mai rapid pilot al momentului, reușind să scoată cu motocicleta sa Suzuki GSXR 1000R cel mai bun timp al circuitului MotorPark România al acelui sezon - 1:39.814.
În luna octombrie a aceluiași an a câștigat titlul de Campion Național Superbike 2020, reușind această nouă performanță chiar de la prima sa participare la clasa regină. 
În anul 2021 pilotul roman participa la Campionatul European BMU unde, de altfel, termină cursa pe podium și obține locul II. În paralel cu acest campionat, Vlad Neaga iși continuă ascensiunea profesională și in MotoRC, campionatul national, unde dupa mai multe etape castigate obtine titlul de vicecampion MotoRC 2021.
Experienta si talentul lui Vlad Neaga ajung a fi observate de una dintre echipele de top ale campionatului romanesc, astfel ca în anul 2022 schimbă echipa VN Motorsport si trece de partea echipei Racing Academy. Participa în noul sezon competitional pe un BMW S1000 RR, motocicleta pe care și câștigă titlul de campion MotoRC 2022.
Totodată în același an, participă susținut de VN Motorsport și sponsorii săi, precum și de Consiliu Județean Timiș la Campionatul Internațional Alpe Adria unde obține puncte care îl clasează pe locul 10 a campionatului internațional.
Determinarea și calitățile native ale lui Vlad l-au transformat dintr-un pilot promițător în unul consacrat care este de temut pentru cei mai buni sportivi din campionatele balcanice și nu numai. 
Activitatea lui Vlad Neaga nu se remarcă doar in motociclism, tânărul încheie o colaborare cu OMV prin care participă alături de aceștia la proiectul de reducere a emisiilor CO2, împreuna găsind modalități de protejate a pădurilor. 
Vlad împreună cu Dani Oțil, Alina Pușcaș și Anca Bucur în colaborare cu HUAWEI au promovat printr-o campanie, atât un stil de viată sănătos, cât și importanța sportului în viața de zi cu zi. 
Vlad Neaga este absolvent a două facultăți în cadrul Universității de Stiințele Vieții “Regele Mihai I” din Timișoara, urmând un master în Diversitatea ecosistemelor forestiere.

## Carieră

### Campionatul Național și European de Motociclism Supermoto
2010
Fascinat de primul concurs pe asfalt la care a participat ca și spectator, Vlad și-a dorit să concureze și a debutat în sezonul 2010, pe când avea doar 11 ani. În prima lui participare la o etapă a Campionatului Național de Viteză - disciplina Supermoto, pe o motocicletă de 85 cc, a reușit să se claseze al doilea, obținând titlul de Vicecampion.
2011 - 2012
Acumulând tot mai multă experiență, Vlad a obținut rezultate notabile și în Campionatele Balcanic și European de Juniori Supermoto 85 CC, clasându-se pe locul 6 în 2011, respectiv locul 4 în 2012. Își păstrează totodată titlul de Vicecampion în Campionatul Național de JUniori Supermoto 85 CC.
2013
La numai 14 ani, Vlad trece la Clasa SOpen în campionatul național de Supermoto, clasându-se la finalul sezonului pe a doua poziție. Primii fiori ai victoriei în fața unor piloti mai experimentați i-a cunoscut pe motocicleta TM 450 SMX. Se anunța atunci adevăratul debut al unui candidat puternic pentru victoriile din sezoanele următoare și startul unei noi generații de campioni. 
Puncte importante în clasamentul general i-au adus și titluri de Vicecampion în Campionatele Balcanic și European de Juniori Supermoto SM3 250 CC, tânărul fiind declarat de către FRM Sportivul Anului la Supermoto și al doilea sportiv al anului la motociclism. 

#### 2014
Dând dovadă de determinare, Vlad a obținut în 2014 primul său titlu de Campion Național Supermoto la clasa SOpen - liga 1 Seniori, un rezultat remarcabil pentru un pilot de doar 15 ani.
Își păstrează locul pe podium și la Campionatul Balcanic de Supermoto, clasându-se pe a treia poziție.

#### 2015
Pentru Vlad a urmat un an competițional incitant și dificil, marcat de prima participare la Campionatul European de Supermoto la clasa S2, competiție unde s-a întrecut cu cei mai buni piloți ai Europei. El a reușit să se alinieze foarte bine la ritmul impus de o astfel de competiție, iar această experiență l-a maturizat și l-a făcut să evolueze ca sportiv. La finalul anului, în clasamentul genera, s-a plasat pe locul 24 din 44 de piloți veniți din 12 țări.
| Season | Class | Motorcycle | Team           | Races | Win | Podium | Pole | FLap | Pts | Plcd |
| 2015   | S2    | TM Racing  | ACS Dumbravita | 5     | 0   | 0      | 0    | 0    | 19  | 24th |

În Campionatul Național de Supermoto, Vlad a rămas pe prima treaptă a podiumului, păstrându-și și poziția a treia la Campionatul Balcanic de Supermoto.
| Year | Class | Bike | 1              | 2                 | 3             | 4               | 5                | 6             | Pos  | Pts |
| 2015 | S2    | TM   | SPA Jerez 21th | IT Ottobiano 24th | IT Busca 18th | POL Poznan 16th | SPA Valencia DNS | AUS Melk 26th | 24th | 19  |

2016
Sezonul din 2016 a fost unul cu ghinion pentru tânărul pilot. Deși nimic nu părea să stea în calea sportivului hotărât să își apere titlul de Campion Național Supermoto, imediat după startul primei etape din campionat, motorul motocicletei s-a defectat iremediabil. Vlad nu a mai putut continua cursa, motiv ce l-a făcut să termine Campionatul pe locul 3.

#### 2017-2019
În anul în care și-a serbat majoratul, Vlad și-a continuat evoluția spre treapta cea mai înaltă a clasamentului, obținând al treilea titlu de Campion Național Supermoto. Impunându-se de fiecare dată în cadrul clasei SOpen pe primul loc, el a reușit să își  păstreze acest titlu și în 2018 și 2019.

#### 2020
Din cauza pandemiei globale, restricțiile impuse în desfășurarea competițiilor și implicit al antrenamentelor s-au resimțit la nivelul tuturor sporturilor. Însă, în ciuda climatului puțin favorabil pentru sportivii din întreaga lume, Vlad a rămas Campionul Național al României la Supermoto, clasa SOpen. 

### Campionatul Național și European de Motociclism Viteză F600 și Supersport

#### 2018
Anul debutului său la motociclism viteză a fost pentru Vlad unul remarcabil, cu suișuri și coborâșuri, trăit la intensitate maximă! Încă din prima cursă a reușit să câștige toate etapele în Campionatul Național de Viteză la clasa F 600. În acest sezon și-a adăugat astfel în palmares un nou titlu de Campion Național. 
Participând și la Campionatul Est-European de Viteză, clasa F 600, s-a clasat pe locul 6 încă din prima sa cursă, urmând ca în celelalte 7 curse să se impună. La finalul sezonului, în clasamentul general, a adunat cele mai multe puncte, ocupând prima poziție a clasamentului și devenind Campionul Est-European la clasa respectivă.
2019
În acest sezon Vlad a trecut la clasa SuperSport unde a reușit să obțină titlul de Vicecampion Național.
În paralel, a conurat și la 3 etape din Campionatul MotoRC, impunându-se la fiecare participare.

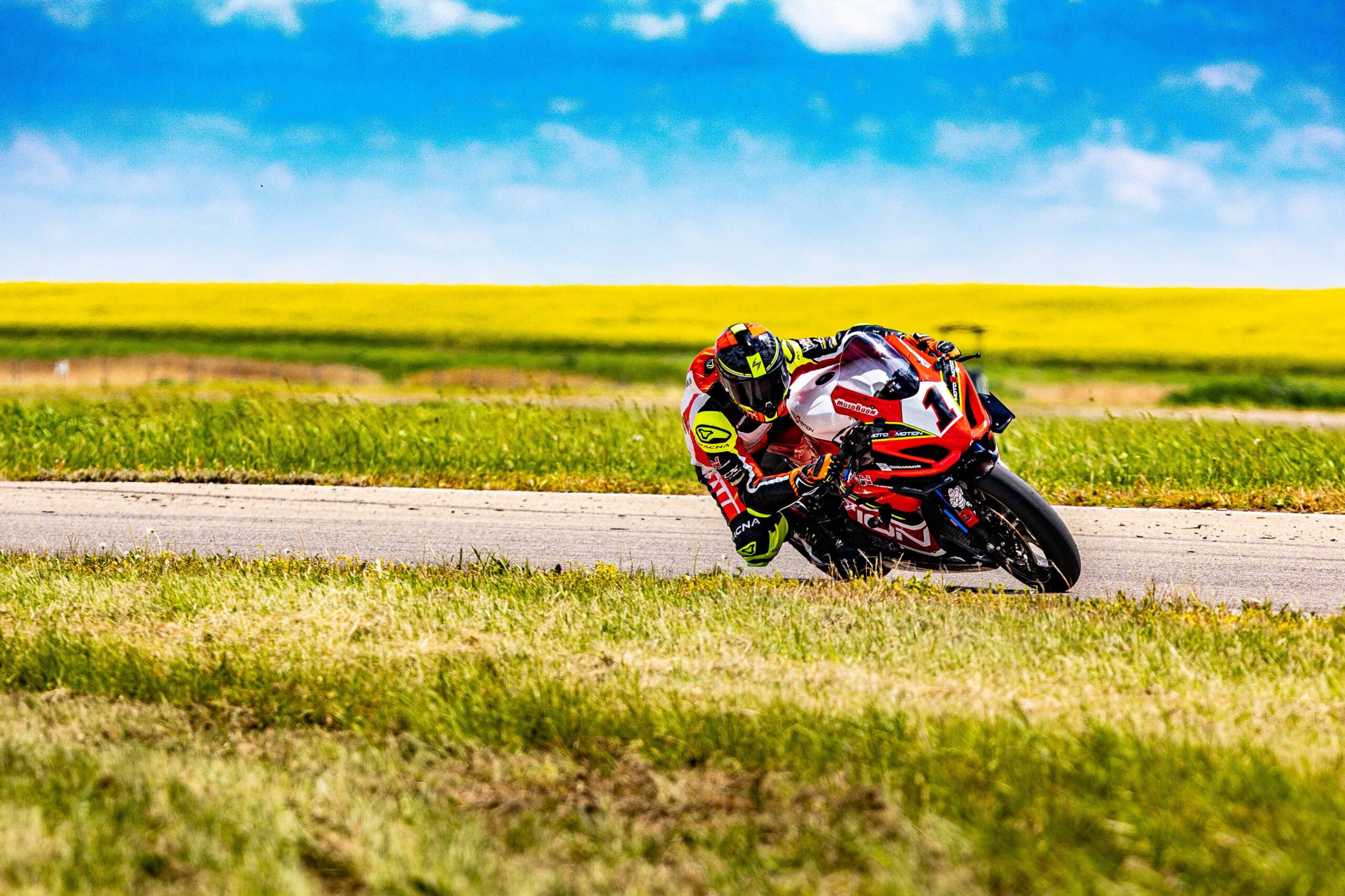
Vlad Neaga - MotoRC 2021 - Round 2 - photo credit: Mihnea Tatu / mihneatatu.ro

#### 2020
În acest sezon, pilotul a concurat pe o nouă motocicletă: Suzuki GSX-R 1000R, Stock, sperând să devină cel mai rapid motociclist din România. Face un pas foarte important, participând, pentru prima dată, în Campionatul Național la Superbike. Anul competițional i-a adus victoria mult dorită, acesta plasându-se pe prima poziție și obținând titlul de Campion Național Superbike. Tot în acest eveniment a scos și cel mai bun timp din an:1.39,8 min/tur.
Cu noua motocicletă Stock a câștigat în acest sezon și Campionatul  MotoRC, devenind cel mai tânăr Campion de Motociclism din istoria Campionatului MotoRC.

#### 2022
Sezonul MotoRC OMV MaxxMotion îi pregătește o nouă provocare pilotului, respectiv aceea de a-și revendica titlul de campion și de a demonstra performanța s-a în motociclismul românesc. Pilotul concurează în noul sezon pe un BMW S1000 RR, alaturi de echipa Racing Academy și obține titlul de Campion MotoRC, fiind cel mai constant pilot a acestui sezon.